# 林藩
林藩（はやしはん）は、伊勢国奄芸郡林村（現在の三重県津市芸濃町林）を居所として、江戸時代初期まで存在した藩。織田信包の長男・信重が豊臣政権下から当地を治めたが、父の遺領と家督を弟が継いだことを不服として幕府に訴えたことが不届きとされ、1615年に除封された。

## 歴史

### 豊臣政権下の織田信包・信重父子
藩主の織田信重は、織田信包（織田信長の弟）の長男である。信長が北伊勢に進攻した際、信包は長野工藤氏の名跡を継ぎ（のちに織田家に復する）、伊勢上野城、ついで安濃津城主となった。信包は本能寺の変後に豊臣秀吉に従った。信重は、小牧・長久手の戦いに従軍、九州攻めには父の名代として参加し、伏見城工事の分担にも当たった。
織田信重の林への入封と石高に関しては諸説がある。『寛政譜』には豊臣秀吉に仕えて1万石とのみ載せる。江戸時代前期成立の『勢陽雑記』によれば、天正12年（1584年）頃より信重が林城に入って1万石を領したという。一方、文禄3年（1594年）春に伏見城工事の功績で1万6000石で入封したと記すものがある。また『徳川実紀』では、廃藩時の所領を3万石としている。
文禄5年（1596年）、志登茂川の井堰である「奥之井」（現在の津市大里窪田町）から窪田村・一身田村（津市一身田町）などを灌漑する用水をめぐる争いを領主として調停したという。
なお、父の信包は小田原攻めの際に秀吉の勘気を蒙り、一時改易されるが後に復権。慶長3年（1598年）に丹波国柏原3万6000石の領主となった（柏原藩参照）。

### 関ヶ原の戦いから改易まで
慶長5年（1600年）の関ヶ原の戦いの際、信重は東軍に属し、所領を安堵された。信包は西軍に属したが、戦後にその所領は安堵された。
慶長11年（1606年）には加太村（亀山市加太地区）に、「織田民部」と署名して伝馬駄賃についての定を出しており、これが林城主・織田信重が発給した現存唯一の文書となっている。
慶長19年（1614年）7月17日、信包は72歳で没した。信包と信重は不和であったとされ、織田家の家督と遺領（柏原藩）は、信包の三男の信則が16歳で継ぐこととなった。
信重はこの相続に不満をもち、大坂の陣終結直後の慶長20年/元和元年（1615年）閏6月23日に徳川家康に訴えた。信則に事情を聴取したところ、遺領相続は父の遺言であり、その証文もあることが判明した。同月29日、父の遺言があったにも関わらず信重が弟を訴えたことは「僻事」（不届き）であるとして、信重は所領を没収された。これにより林藩は廃藩となった。

## 歴代藩主
織田家
1万石。外様。
1. 織田信重（のぶしげ）〔従五位下、民部大輔〕

## 領地
中世、当地には林荘（林西荘）という荘園が置かれていた。戦国期には長野工藤氏一族の林氏が林城を居城としたという。江戸時代後期成立の『勢陽五鈴遺響』によれば、天正11年（1583年）に林行藤（民部少輔）が豊臣秀吉の攻撃を受けて降り、但馬国に移されたという。ただし、三重県史編さん班は、織田信重以前の林城・林氏については同時史料がなく、後世の編纂物による情報しかないとして、事実として見るかについて慎重な姿勢を見せている。なお、林村には「林殿町城」（あるいは「林城屋敷城」）と「林城山城」（あるいは「林北浦城」）の2か所の城跡があるが、諸書によって見解に違いがあり、林氏が拠点を置いた「林城」がいずれを指すかははっきりしない。
林村の地内には、大和から伊賀を経由して伊勢に向かう主要交通路の一つである伊勢別街道が通過していた。伊勢別街道は関宿付近で東海道から分かれ、椋本（現在の津市芸濃町椋本）、一身田などを通過し、江戸橋（津市）で伊勢街道に合流する街道である。
林藩の廃藩後、旧藩領は津藩領および紀州藩領になったという。